# Església de Bărăția de Câmpulung

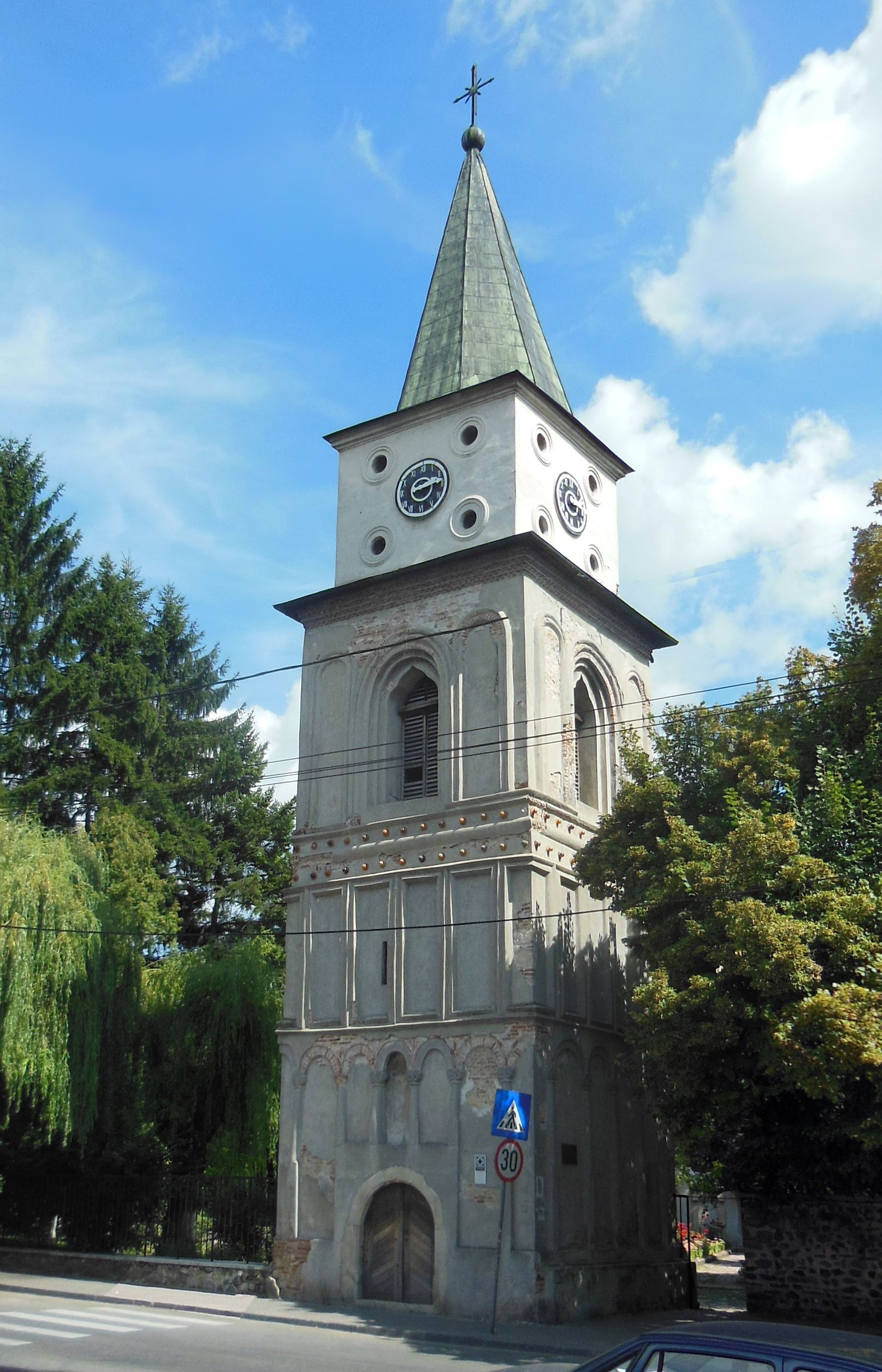
Campanar d'espadanya

L'església de Bărăția, dedicada a Sant Jacob, és un monument històric i arquitectònic de Câmpulung. L'edifici, construït al segle XIII, és el lloc de culte més antic de la diòcesi de Bucarest. De l'església original es conserva fins avui el cor construït en estil gòtic, amb arc ogival. La nau de l'església ha estat desafectada al llarg del temps. La fonamentació de la nau, que encara avui es pot veure, mostra les dimensions originals del lloc.
A l'interior de l'església hi ha la tomba del comitè saxó Laurențiu de Câmpulung, que va morir l'any 1300.

## Descripció
El conjunt de l'Església catòlica "Sant Jaume" - Barără es compon actualment de tres objectius diferents:
- Església de Sant Jaume, el cor gòtic de l'església medieval, en la seva forma actual des de 1760;
- Torre Bărăției (1730). La fonamentació i els dos primers nivells del campanar daten d'època medieval, essent l'antiga torre d'entrada (al portal de ponent) de l'església. A finals del segle xix es va construir un altre pis, amb teulada esmolada, i rellotge;[1]
- Casa parroquial (segle XVII).

## Històric
Durant el regnat de Șerban Cantacuzino (1678-1688) es va exercir pressió per a la transició dels jutges catòlics de Câmpulung a l'ortodòxia.
En una crònica feta l'any 1764 per Blazius Kleiner, un monjo franciscà de Câmpulung, exposa que Bărăția primer la van servir monjos dominics i després franciscans.
El conjunt va ser restaurat a principis dels anys seixanta per l'arquitecte Ștefan Balș, que va alliberar els edificis històrics de les construccions paràsites i va restaurar el nivell original de la planta interior i exterior. Els anys 1963–1965 es van dur a terme investigacions arqueològiques, dirigides per Dinu V. Rosetti, en relació amb la restauració del conjunt Bărăției. Les investigacions han demostrat que l'església existent representa el cor, construït al segle xv, en lloc dels fonaments del cor d'un edifici de la segona meitat del segle xiii, en l'ampliació de la seva nau, que posteriorment fou enderrocada. Les excavacions van treure a la llum els fonaments del cor original i els de la nau, que es van destacar amb la restauració.

## La llosa funerària del comte Laurențiu
La llosa funerària respectiva és el document epigràfic medieval més antic de Valàquia i, al mateix temps, la primera menció escrita de la ciutat de Câmpulung. El text de la làpida, escrit en llatí, és el següent: Hic sepultus est comes Laurencius de Longo-Campo, pie memorie, anno Domini MCCC (Aquí estan enterrats els comtes Laurențiu de Câmpulung, a piadosa memòria, l'any 1300). La làpida del 1300 del comte Laurentius provenia de l'edifici original, patint en la construcció posterior tres moviments successius. També es va descobrir una cripta amb ossos reenterrats, sobre la qual es trobava, en una fase intermèdia, la làpida.

## Presència a la pintura romanesa

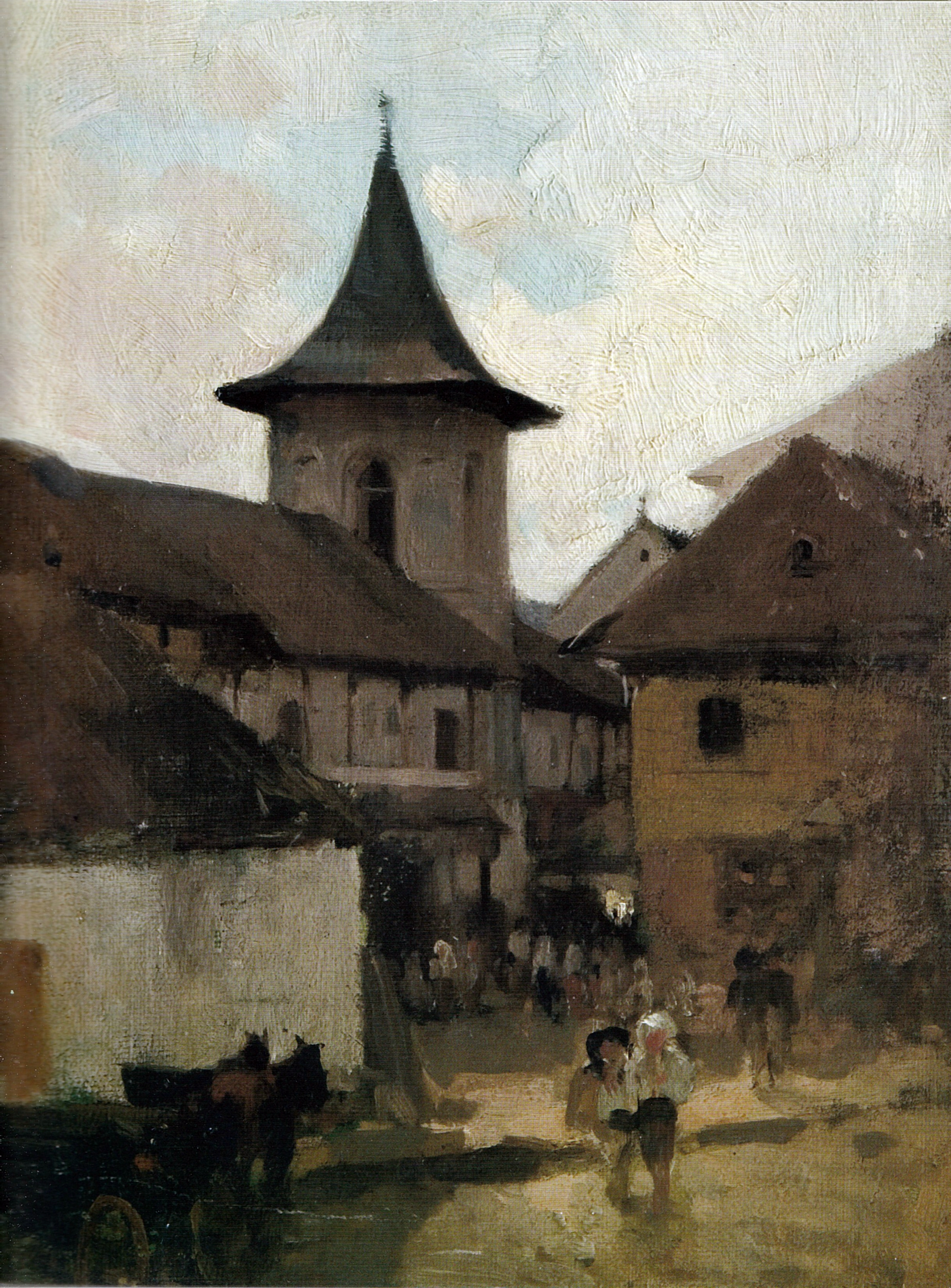
Nicolae Grigorescu, Cărămpulung Barrier (oli sobre tela)
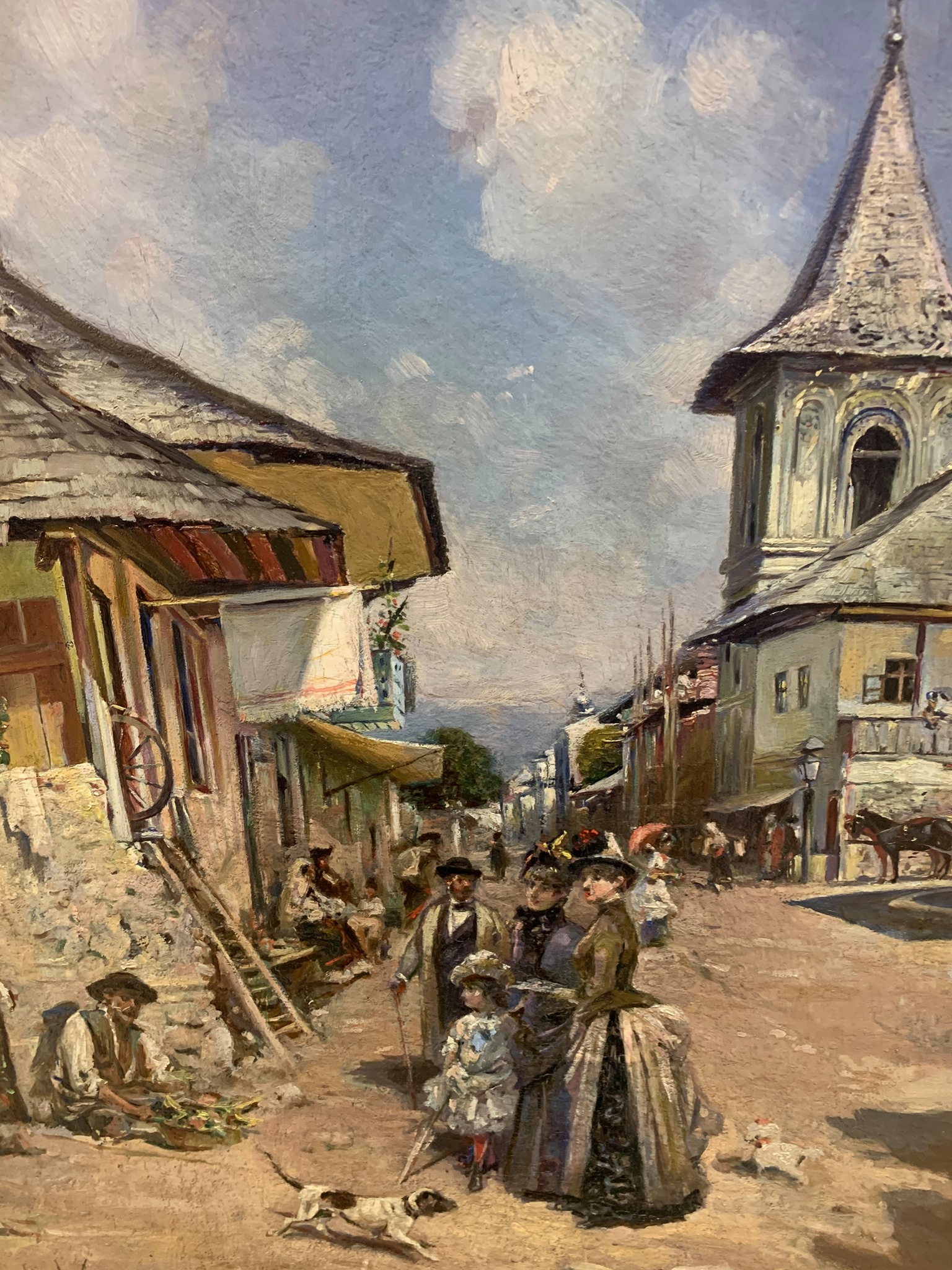
Theodor Aman, Barrera de Câmpulung (oli sobre fusta)
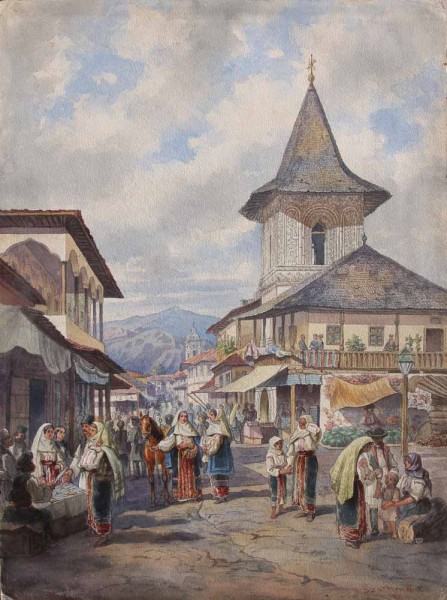
Carol Popp de Szathmáry, Fira de Câmpulung (aquarel·la)